# Meszléry Judit
Meszléry Judit (Budapest, 1941. július 8. –) Jászai Mari-díjas magyar színművésznő, érdemes művész, a Veszprémi Petőfi Színház örökös tagja.

## Életpályája
A Színház- és Filmművészeti Főiskola elvégzése után a debreceni Csokonai Színházban kezdte pályafutását. 1966-ban a Pécsi Nemzeti, 1968-75-ben a veszprémi Petőfi, 1975-77-ben a Miskolci Nemzeti, 1977-80-ban a győri Kisfaludy, 1980-84-ben ismét a veszprémi Petőfi, majd 1984-ben a székesfehérvári Vörösmarty Színházban lépett fel. 1986-tól a szolnoki Szigligeti Színház, 1993-tól a Művész Színház tagja. Majd a Szegedi Nemzeti Színház művésze, 2003-tól ismét a veszprémi Petőfi Színház társulatának tagja.
Főleg erős karakterű, tragikus sorsú nőalakokat szokott alakítani, mind klasszikus, mind modern drámákban.
Férje Horváth Balázs ügyvéd, politikus, korábbi belügyminiszter volt. Bátyja Meszléry Celesztin épületgépész, PhD.

## Színpadi szerepei
A Színházi adattárban regisztrált bemutatóinak száma: 120.

### Debreceni Csokonai Színház
- Molière: Kénytelen házasság... Gombi Panna
- Molière: Scapin furfangjai... Zerbinette
- Csehov: Sirály... Mása
- Kövesdi Nagy Lajos: Szegény kis betörő... Mary
- Maugham: Imádok férjhez menni... Victoria

### Pécsi Nemzeti Színház
- Csehov: Cseresznyéskert... Ranyevszkaja
- Tabi László: Enyhítő körülmény... Klára
- Casona: A portugál királyné... Inez de Castro
- Magnier: Oscar... Bernadette
- Geyer: Gyertyafénykeringő... Nagyságos asszony

### Miskolci Nemzeti Színház
- Osztrovszkij: Zivatar... Katyerina
- Csehov: Három nővér... Mása
- Kertész Ákos: Sziklafal... Anna
- Gyurkovics Tibor: Őszinte részvétem (Csóka-család)... Edit

### Veszprémi Petőfi Színház
| - Shakespeare: A windsori víg nők... Sürge asszony - Sultz Sándor: Igézet... Róza - Németh László: Galilei... Niccolininé, a felesége - Wassermann-Leigh-Darion: La Mancha lovagja... Házvezetőnő - Jókai Mór-Nagy András-Tordy Géza: Az aranyember... Zsófia - Egressy Zoltán: Baleset... Teri, gyászoló anya - Rideg Sándor: Indul a bakterház... Anya - Kosztolányi Dezső: Édes Anna... Etel, cseléd - Csiky Gergely: Kaviár... Brigitta - Szabó Magda: Régimódi történet... Bányai Rákhel - Füst Milán: Árvák... Anna - Zalán Tibor: Angyalok a tetőn... Boszorka - Németh László: Harc a jólét ellen... Katinka - Oscar Wilde: Az eszményi férj... Lady Chiltern - Csehov: Három nővér... Natalja Ivanovna - Illyés Gyula: Bölcsek a fán... Mellonie - Schisgal: Szerelem, óh!... Ellen - Illyés Gyula: Tűvé-tevők... Gazdáné - Lengyel József: Újra a kezdet... Ilona - Sarkadi Imre: Kőmíves Kelemen... Anna - Vörösmarty Mihály: Csongor és Tünde... Ilma - Nagy Ignác: Tisztújítás... Aranka - Illyés Gyula: Az ünnepelt... Júlia - Gorkij: Kispolgárok... Jelena Nyikolajevna Krivceva - Móricz Zsigmond: Kerek Ferkó... Piri | - Arthur Miller: Az ügynök halála... A nő - Borisz Vasziljev: A hajnalok csendesek... Zsenya - De Filippo: Vannak még kísértetek... Mária - Mikszáth Kálmán: A Noszty fiú esete Tóth Marival... Tóth Mari - Száraz György: Víztükör... Klári - Heltai Jenő: A néma levente... Beatrix, Mátyás felesége - Petőfi Sándor: A helység kalapácsa... Amazon természetű Márta - Madách Imre: Csak tréfa... Piroska, Széphalminé szobalánya - Lengyel Menyhért–Görgey Gábor: Sancho Panza királysága... Bianca, a herceg lánya - William Somerset Maugham: Imádok férjhez menni... Victoria - Shakespeare: Hamlet... Ophelia - Arbuzov: Egy boldogtalan ember boldog napjai... Második egyetemista - Deval: A potyautas... Martine - Gáspár Margit: Embert enni tilos... Hélianthé - Száraz György: Királycsel... Anna, a jelen - Shakespeare: Lóvá tett lovagok... Rosaline - Friedrich Dürrenmatt: A meteor... Auguste - Németh László: Apáczai... Máté bácsi menye - Schneider–Ondracek: Gentlemanek... Hercegnő - Gyurkó László: Szerelmem, Elektra... Khrüszothemisz - Molnár Ferenc: A hattyú... Alexandra, Beatrix leánya - Örkény István: Drága Gizám |

### Győri Kisfaludy Színház
- Georges Feydeau: Zsákbamacska... Marthe
- Ugo Betti: Bűntény a kecskeszigeten... Pia
- Shakespeare: Rómeó és Júlia... Júlia dajkája

### Szolnoki Szigligeti Színház
- Anton Pavlovics Csehov: Cseresznyéskert... Sarlotta Ivanovna
- Shakespeare: Szeget szeggel... Tekeriné asszony
- Móricz Zsigmond: Nem élhetek muzsikaszó nélkül... Pepi
- Sultz Sándor: A hattyú halála... Marcella
- William Shakespeare: III.Richárd... Margit, VI. Henrik király özvegye
- Nagy Karola: C. kisasszony szenvedélye... Dorothea Valotty
- Orfeum a szobaszínházban – Őnagysága és a többiek
- Franz Kafka: A kastély... Gardénia
- Fred Ebb–Bob Fosse: Chicago... Mama Morton
- Schwajda György: Ballada a 301-es parcella bolondjáról... A bolond élettársa
- Arthur Schnitzler: Körtánc... Színésznő
- Witkiewicz: Egy kis udvarházban... Kísértet
- Gabriel Garcia Márquez–Schwajda György: Száz év magány... Pilar Ternera
- Albert Camus: A félreértés... Anya
- Pozsgai Zsolt: Szeretlek cirkusz... Isabella
- Molière: Tartuffe... Pernelle asszony
- Gorkij: Vassza Zseleznova... Vassza Zseleznova
- Katona József: Bánk bán... Gertrudis

### Vörösmarty Színház
- Dale Wasserman: Kakukkfészek... Ratched nővér
- Bertolt Brecht: Állítsátok meg Arturo Uit!

### Művész Színház
- Emily Brontë–Schwajda György: Üvöltő szelek... Ellen Dean
- Alfonso Sastre: A szájkosár... Antonia, az anya
- Anatolij Vasziljev: A nagybácsi álma... Szofje Petrovna Karpuhina
- Victor Hugo: A királyasszony lovagja... Albuquerque hercegnő

### Játékszín
- Kertész Ákos: Névnap... Ilona
- Henrik Ibsen: A vadkacsa... Gina

### Thália Színház
- Fejes Endre: Rozsdatemető... Küvecses Anna
- Ödön von Horváth: Figaro válik... Bábaasszony

### Jászai Mari Színház
- Robert Thomas: Szegény Dániel... Ápolónő
- Molnár Ferenc: Harmónia... Ilona

### Merlin Színház
- Nagy András: Don Juan, a sevillai, a kővendég és a szédelgő... Don Juanné
- Hamvai Kornél: Márton partjelző fázik... Denise

### Szegedi Nemzeti Színház
- Arthur Miller: A salemi boszorkányok... Rebecca Nurse
- Korognai Károly: Szabadon foglak... Vivien
- Tremblay: Sógornők... Germaine Lauzon
- Molnár Ferenc: Az üvegcipő... Adél anyja

## Filmjei

### Játékfilmek
- Így jöttem (1964) (Jancsó Miklós)
- Zöldár (1965) (Gaál István)
- A férfi egészen más (1966)
- Lássátok feleim (1968)
- Magasiskola (1970) (Gaál István)
- A legszebb férfikor (1972)
- Harmadik nekifutás (1973)
- Szépek és bolondok (1976) (Szász Péter)
- Ők ketten (1977) (Mészáros Márta)
- Apám néhány boldog éve (1977)
- BUÉK! (1978)
- Minden szerdán (1979)
- Majd holnap (1980)
- Szívzűr (1981)
- Csak semmi pánik (1982)
- Sértés (1983)
- Az óriás (1984) (Makk Károly)
- Játszani kell! (1984)
- Lélegzetvisszafojtva (1985)
- Higgyetek nekem (1985)
- Képvadászok (1986)
- Vakvilágban (1986)
- A csalás gyönyöre (1992)
- Sorstalanság (2005)
- De kik azok a Lumnitzer nővérek? (2006)
- Az unoka (2022)
- Szia, Életem! (2022)

### Tévéfilmek
- Rab Ráby (1964)
- Pirostövű nád (1965)
- IV. Henrik király (1980)
- Úri jog (1981)
- Faustus doktor boldogságos pokoljárása (1982)
- Fazekak (1982)
- Özvegy és leánya 1-4. (1983)
- Nyolc évszak 1-8. (1987)
- Vitézi bál (1988)
- Égető Eszter (1989)
- A tigriscsíkos kutya (2001)
- Mátyás, a sosemvolt királyfi (2006)
- Könyveskép (2007)
- Állomás (2008)
- Tóth János (2018)

## Díjai
- Jászai Mari-díj (1988)
- Érdemes művész (2013)